# Pisidi

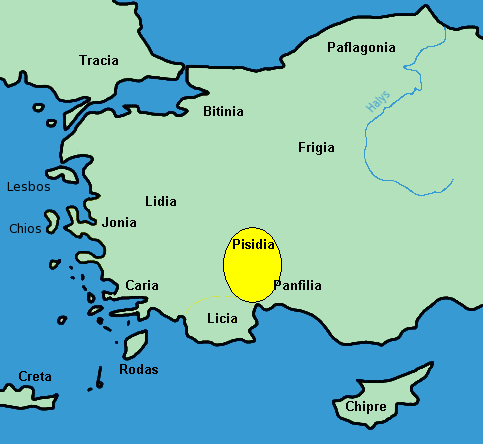
La Pisidia nel contesto anatolico

I Pisidi furono un popolo indoeuropeo del ramo anatolico, storicamente stanziato nella parte centro-meridionale dell'Anatolia (I millennio a.C.), in Pisidia. Probabili eredi storici degli Ittiti e dei Luvi preesistenti nella regione, furono presto sottomessi all'Impero persiano ed hanno subito anche una forte influenza ellenica. Dei Pisidi si conservano testimonianze scritte della loro lingua originale, varietà tarda del ramo anatolico delle lingue indoeuropee: il pisidio, strettamente imparentata con il licio e il sidetico.